# Chrysobothris arnoldi
Chrysobothris arnoldi es una especie de escarabajo del género Chrysobothris, familia Buprestidae. Fue descrita científicamente por Thery en 1932.